# Léopold III của Bỉ
Léopold III của Bỉ (3 tháng 11 năm 1901 - ngày 25 tháng 9 năm 1983) là vua Bỉ từ năm 1934 cho tới năm 1951, khi ông thoái vị nhường ngôi cho người thừa kế, con trai ông Baudouin. Từ năm 1944 đến năm 1950, em trai của Léopold, Charles, từng là vương tử nhiếp chính khi Léopold đã tuyên bố không đủ năng lực để cai trị. Trong năm 1950, các cuộc tranh luận về việc liệu Léopold có thể trở lại ngai vàng gây ra một cuộc khủng hoảng chính trị được gọi là Vấn đề Hoàng gia.
Léopold III sinh ra tại Brussels với tước vị Hoàng tử Leopold của Bỉ, Hoàng tử của Saxe-Coburg và Gotha, và đã kế vị ngai vàng của Bỉ vào ngày 23 tháng 2 năm 1934 sau cái chết của cha mình, vua Albert I. Ông đã phong là Hiệp sĩ thứ 1154 Hiệp sĩ của Hội Hiệp sĩ (Orden del Toisón de Oro) ở Tây Ban Nha vào năm 1923, Đại thập thứ 355 của Hội Tháp và Kiếm (Bồ Đào Nha) vào năm 1927 và Hiệp sĩ thứ 833 của Hội Garter (Anh) vào năm 1935.